# Le Tertre-Saint-Denis
Le Tertre-Saint-Denis ist eine französische Gemeinde mit 129 Einwohnern (Stand: 1. Januar 2022) im Département Yvelines in der Region Île-de-France. Sie gehört zum Arrondissement Mantes-la-Jolie und ist Teil des Kantons Bonnières-sur-Seine. Die Einwohner werden Tertrois genannt.

## Geographie
Le Tertre-Saint-Denis liegt etwa 54 Kilometer westnordwestlich von Paris. Umgeben wird Le Tertre-Saint-Denis von den Nachbargemeinden Ménerville im Norden, Perdreauville im Norden und Nordosten, Favrieux im Osten, Flacourt im Südosten, Dammartin-en-Serve im Süden sowie Longnes im Westen und Südwesten.

## Bevölkerungsentwicklung
| Jahr                      | 1962 | 1968 | 1975 | 1982 | 1990 | 1999 | 2006 | 2012 |
| Einwohner                 | 44   | 53   | 40   | 51   | 82   | 101  | 105  | 115  |
| Quelle: Cassini und INSEE |      |      |      |      |      |      |      |      |

## Sehenswürdigkeiten
- Kirche Saint-Laurent-et-Saint-Denis